# Supreme Commander
Supreme Commander là trò chơi điện tử thể loại chiến lược thời gian thật dành cho hệ máy tính cá nhân do Chris Taylor cùng công ty của ông là Gas Powered Games phát triển. Trò chơi là tác phẩm thừa kế tinh thần của trò Total Annihilation trước đó của Taylor vào năm 1997 cũng như làm lại bộ công cụ Spring. Trò chơi phát hành ngày 16 tháng 2 năm 2007 tại châu Âu sau đó là ngày 20 tháng 2 năm 2007 tại Bắc Mỹ
Trò chơi đưa người chơi vào vai tổng tư lệnh lái một người máy mecha khổng lồ với nhiệm vụ xây dựng căn cứ và đánh bật đối phương. Với đồ rất rộng làm cho chiến thuật phòng thủ với các công trình phòng thủ dày đặc là vô dụng khi mà trò chơi cung cấp hàng trăm đơn vị chiến đấu đủ loại cũng như các loại vũ khí khổng lồ có sức chịu đựng và sức tàn phá cao. Chiến trường rộng lớn việc do thám và tin tức có tầm quan trọng hơn hẳn so với các trò chơi khác. Với ba phe một là con người đang trên đường đi chinh phục vũ trụ nhưng cũng đang gặp rắc rối trong nội bộ của mình, hai là sinh vật cơ khí hóa đang tìm kiếm tự do của mình chống lại sự điều khiển của con người và ba là người thân người ngoài hành tinh cố giúp chống lại sự xâm lăng và tàn sát của con người. Trò chơi xoay quanh việc chiến đấu để làm chủ một loại vũ khí khủng khiếp là Black Sun có sức mạnh hủy diệt hàng loạt hành tinh và cả ba phe đều muốn chiếm được để có thể chuyển đổi sức mạnh của nó phục vụ mục tiêu của riêng mình.
Trò chơi nhận được đánh giá tích cực. Phiên bản mở rộng của trò chơi là Supreme Commander: Forged Alliance đã được phát hành sáu tháng sau khi trò chơi ra mắt. Phiên bản nối tiếp của trò chơi là Supreme Commander 2 cũng đã phát hành vào ngày 02 tháng 3 năm 2010.

## Phát triển
Chris Taylor tin rằng hầu hết các trò chơi chiến lược thời gian thật hiện đại trên thực tế là chiến thuật thời gian thật do đơn giản là bản đồ quá nhỏ. Vì thế ông muốn tạo ra một trò chơi quy mô cho đúng với tên gọi chiến lược và kết quả là Supreme Commander. Ông có ý định sẽ tung ra luôn công cụ để thục hiện trò chơi này nếu như thấy cần nhưng ý định đó không được thực hiện. Trò chơi sử dụng rộng rãi hai công nghệ mà các trò chơi trước đó không sử dụng là công nghệ xử lý đa nhân và hiển thị đa màn hình. Việc xử lý đa nhân để quản lý hiệu quả hơn trí thông minh nhân tạo bằng việc chia tải giữa các nhân. Nó cũng là trò chơi đầu tiên đặc biệt hỗ trợ bộ xử lý lõi kép và lõi tứ.
Tuy nhiên cũng chính vì công nghệ này mà trò chơi sử dụng hầu hết sức mạnh xử lý từ CPU chứ không phải card màn hình nên dù máy tính có một card màn hình mạnh thì vẫn có nguy cơ CPU trở thành nút cổ chai trong việc giúp trò chơi hoạt động trơn tru.
Ngày 06 tháng 2 năm 2007, bản chơi thử của trò chơi được tung ra trước khi phát hành. Trong phiên bản này chỉ có phe sinh vật cơ khí hóa là chơi được. Vào ngày 17 tháng 7 năm 2007, thì trò chơi được thông báo là có thể được phân phối trực tuyến trên Steam cũng như nói là phiên bản cho hệ Xbox 360 cũng có thể được thực hiện.

### Âm nhạc
Jeremy Soule là người soạn nhạc cho trò chơi, ông cũng là người đã soạn nhạc cho trò Total Annihilation. Album chứa các bản nhạc dùng trong trò chơi đã phát hành vào đầu nửa năm 2007. Âm nhạc của trò chơi đã nhận được các đánh giá tích cực Brian McVickar tại SoundtrackNet đã đánh giá phần âm nhạc là 3,5/5 với nhận xét "Một mũi hành động mạnh" "Tạo năng lượng lan truyền và gây hưng phấn". Oliver Ittensohn tại GSoundtracks thì đánh giá 4,5/5 với nhận xét "Đây là điểm rất tốt với thành tựu tuyệt vời". Charles Onyett tại IGN cho nhận xét "Tuyệt đỉnh, thật sự đưa bầu không khí các trận chiến lớn đến tận nhà".

## Đón nhận
Dan Stapleton tại PC Gamer đã khen tính linh hoạt tập trung vào yếu tố chiến lược của trò chơi và bày tỏ sự thất vọng của ông cho các trò chơi tiếp theo nếu không có yếu tố này. Chế độ hiển thị đa màn hình cũng được đánh giá cao, thiết kế nhiệm vụ được khen, cách thể hiện cảm xúc trong cốt truyệt được thừa nhận. Tuy nhiên cũng có vài thiếu sót như không có yếu tố chung cho các đơn vị khác nhau cũng như yêu cầu hệ thống của trò chơi. PC Gamer đã đánh giá trò chơi là 91%. Alec Meer tại Eurogamer thì khen ngợi tính sáng tạo của các công nghệ mới như hỗ trợ đa màn hình và quy mô của trò chơi. Meer đánh giá vị tổng tư lệnh như "Người thích làm việc chăm chỉ", nhấn mạnh vào quy mô bỏ qua các chi tiết nhỏ. Eurogamer đánh giá trò chơi là 9/10.
IGN đã đánh giá Supreme Commander là 9/10. Charles Onyett tại đó đã cho trò chơi danh hiệu Lựa chọn của ban biên tập. Yếu tố chiến lược và yếu tố tự động hóa trong việc xây dựng được đánh giá cao dù yêu cầu hệ thống làm cùng vấn đề tìm đường làm trò chơi mất điểm. IGN tại Anh đánh giá trò chơi là 8.9/10 với nhận xét là bị thiếu chức năng tiện cho việc điều khiển một lượng lớn quân số.
GamePro tại Úc thì đánh giá trò chơi không được tốt với 5/10 và nhận xét là trò chơi quá tham vọng khiến cho khung hình bị giật ngay cả trên một thống cấu hình cao cấp. Trò chơi dần dần chậm lại khi bắt đầu có quá nhiều quân trong màn. Dù sao thì nhận xét này gây tranh cãi, Metacritic và Game Rankings nơi đăng lại bài nhận xét đã bỏ nó đi.
Về tổng quan thì trò chơi nhận được đánh giá tích cực, Metacritic đánh giá là 86/100. Với phiên bản nội địa hóa trò chơi cũng nhận được các đánh giá tích cực như phiên bản tiếng Đức được đánh giá 82/100, tiếng Pháp 17/20. Hầu hết đánh giá cao hình ảnh của trò chơi nhưng chỉ trích yêu cầu hệ thống.